# 巴基斯坦童軍總會
巴基斯坦童軍總會（英語：Pakistan Boy Scouts Association, PBSA）是巴基斯坦的國家童軍組織，2011年共有526,626位成員。巴基斯坦童軍運動起源於英國童軍總會的英屬印度分部；1947年，巴基斯坦脫離英國統治並獨立，隨後立即成立巴基斯坦童軍總會，並於1948年成為世界童軍運動組織的成員。

## 歷史

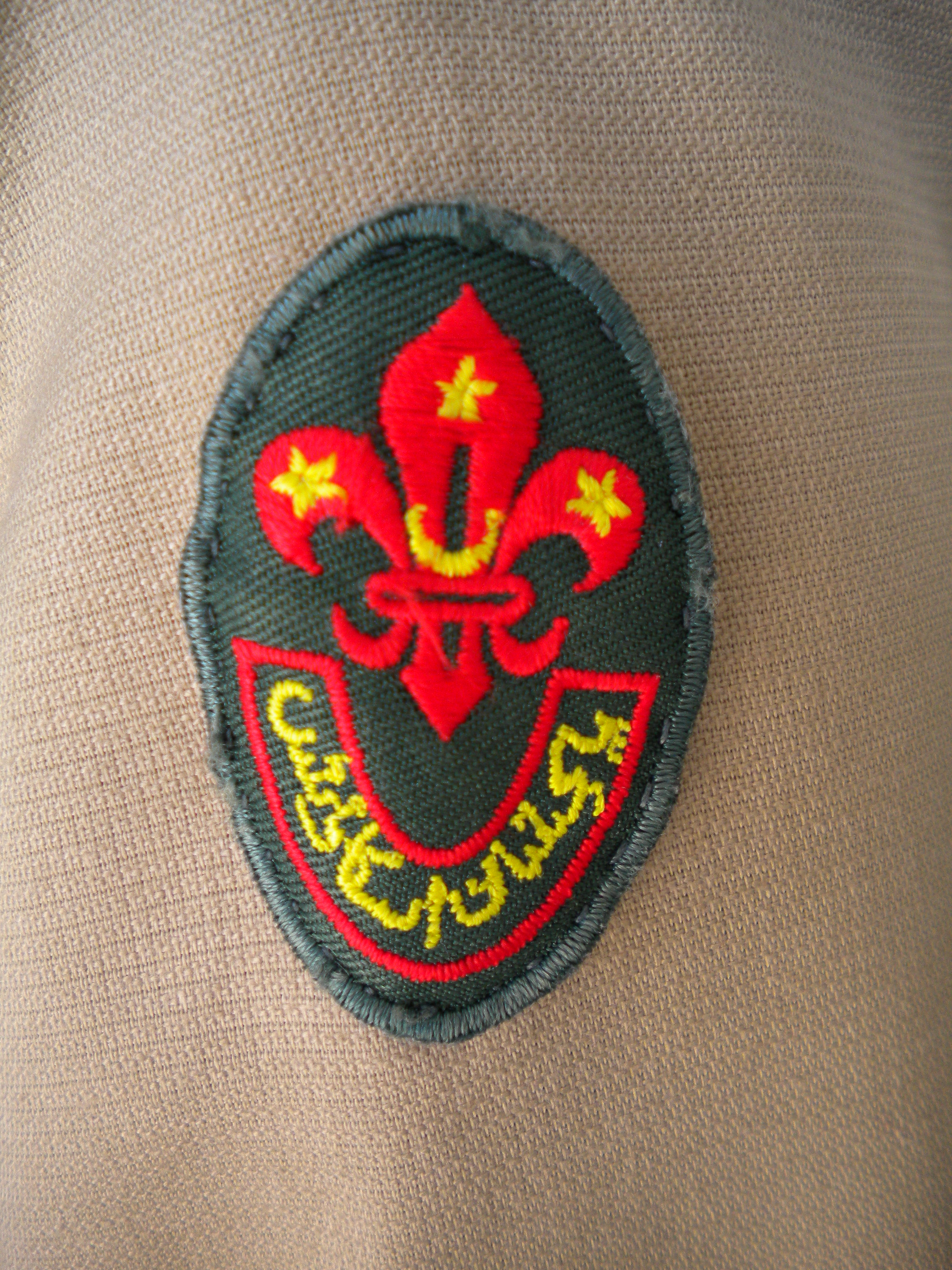
巴基斯坦童軍制服衣袖上的布章。

巴基斯坦童軍創始人穆罕默德·阿里·真納曾說過：
童軍活動在青少年能發揮非常重要的作用，用以形成他們的性格，促進他們的體格、心智與精神上的發展，以及使他們有良好的紀律，成為有用的公民。我們生活在一個遠離完美的世界。雖然文明進步了，但很不幸地，叢林法則仍盛行於這個世界。強者被認為正確、強大，因而不可避免地會剝削弱者。對權力的自我適應、貪婪與想望，會左右著個人的行為，如同國家的作為。
1952年，世界童軍總部總監J·S·威爾森曾造訪卡拉奇，會見巴基斯坦童軍總會秘書長J·D·舒亞（J. D. Shuja）。在此次造訪當中，威爾森來到卡拉奇郊區的比希島，為以難民為主的漁業社區；該社區由一個卡拉奇的童軍團所認養，其中羅浮童軍與老童軍代理一間學校的職員，直到有任命正式教師為止。在巴哈瓦爾布爾，威爾森受到童軍總領袖專員代表M·A·阿巴希（M. A. Abbasi，曾參與1951年奧地利世界童軍大露營與帶領1957年銀禧大露營巴基斯坦代表隊）准將的歡迎。在拉合爾，威爾森會見了一所聾啞學院的童軍與幼女童軍，且拜會了巴基斯坦童軍營地總長A·R·沙達爾·侯賽因（A. R. Sardar Hussain）等一行人。
東西巴基斯坦仍持續發展童軍活動，為巴基斯坦童軍總會的一份子，直到1970年代兩地分開成立國家為止。